# Allophylus marquesensis
Allophylus marquesensis là một loài thực vật]] thuộc họ Sapindaceae. Đây là loài đặc hữu của Polynésie thuộc Pháp.